# 34. Kavallerie-Brigade (Deutsches Kaiserreich)
Die 34. Kavallerie-Brigade war ein Großverband der Preußischen Armee.

## Geschichte
Im Zuge der Bildung des XVI. Armee-Korps wurde die Brigade durch Verordnung des Kriegsministeriums vom 1. Februar zum 1. April 1890 errichtet. Das Kommando befand sich zunächst in Metz, ab 1912 in Saint-Avold. Die Brigade gehörte zur 34. Division und ihr waren das 2. Hannoversche Ulanen-Regiment Nr. 14 und das Magdeburgische Dragoner-Regiment Nr. 6 unterstellt. 1902 veränderte sich das Unterstellungsverhältnis. Im Tausch kam das Magdeburgische Dragoner-Regiment Nr. 6 zur 33. Kavallerie-Brigade und im Gegenzug wurde das 1. Hannoversche Dragoner-Regiment Nr. 9 in den Brigadeverbund übernommen. 1913 trat dieses Regiment wieder zur 33. Kavallerie-Brigade über und wurde durch das neugebildete Jäger-Regiment zu Pferde Nr. 12 ersetzt.
Mit Ausbruch des Ersten Weltkriegs wurde die Brigade aufgelöst. Das 2. Hannoversche Ulanen-Regiment Nr. 14 wurde Divisionskavallerie der 34. Infanterie-Division, das Jäger-Regiment zu Pferde Nr. 12 verteilte sich auf verschiedene Infanteriedivisionen.

## Kommandeure
| Dienstgrad          | Name                                 | Datum                                                               |
| ------------------- | ------------------------------------ | ------------------------------------------------------------------- |
| Oberst/Generalmajor | Victor von Podbielski                | 01. April 1890 bis 15. Juni 1891                                    |
| Generalmajor        | Richard von Thümen                   | 16. Juni 1891 bis 16. Juni 1893                                     |
| Oberst/Generalmajor | Theobald von Geldern-Egmond zu Arcen | 17. Juni 1893 bis 17. August 1897                                   |
| Oberst              | Bernhard von Gustedt                 | 18. Juni 1897 bis 9. September 1898                                 |
| Oberst              | Maximilian von Wrochem               | 10. September 1898 bis 17. Januar 1901 (mit der Führung beauftragt) |
| Generalmajor        | Maximilian von Wrochem               | 18. Januar 1901 bis 10. September 1903                              |
| Oberst/Generalmajor | Otto von Paczensky und Tenczin       | 11. September 1903 bis 9. April 1906                                |
| Oberst/Generalmajor | Hans von Blumenthal                  | 10. April 1906 bis 19. April 1910                                   |
| Oberst/Generalmajor | Hans von Arnim                       | 20. April 1910 bis 22. Mai 1911                                     |
| Oberst              | Karl von Ilsemann                    | 23. Mai bis 15. Juni 1911 (mit der Führung beauftragt)              |
| Generalmajor        | Karl von Ilsemann                    | 16. Juni 1911 bis 1. August 1914                                    |